# NoHo

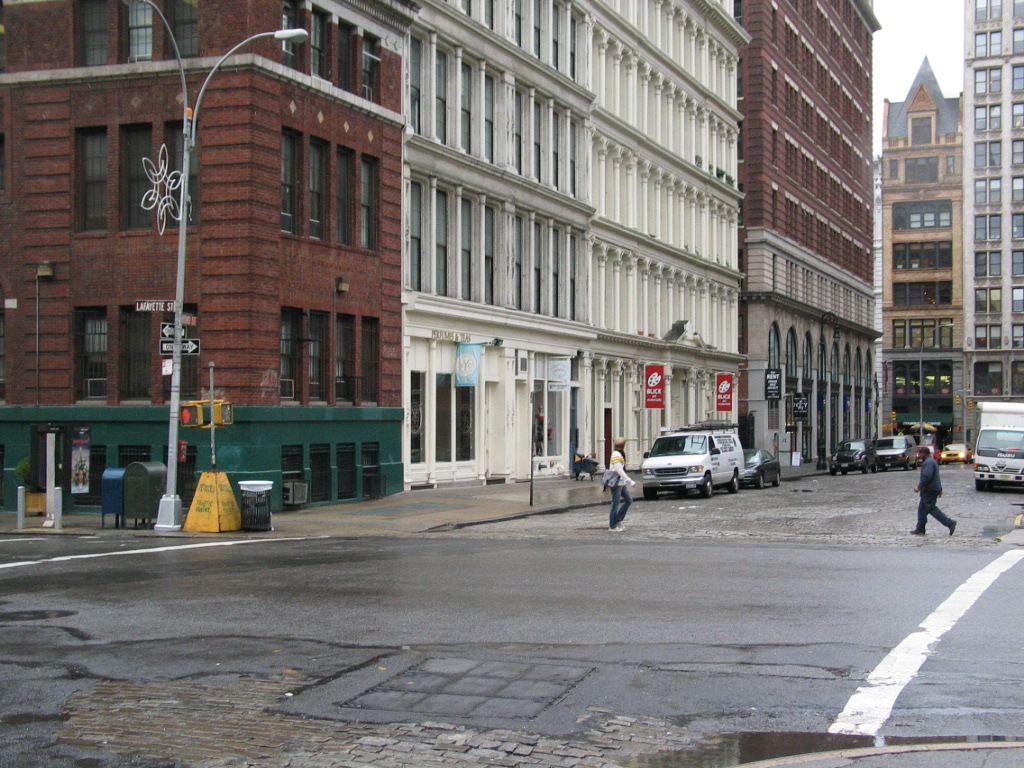
Looking westward along Bond Street in NoHo

NoHo, formado por North of Houston Street, por oposición a SoHo, es un barrio de Manhattan en Nueva York. De carácter residencial y de clase alta, está rodeada por la calle Mercer al oeste, el Bowery al este, la calle 9 Este al norte y la calle East Houston al sur. NoHo se encuentra entre el Greenwich Village y el East Village.
La Comisión para la Preservación de Monumentos Históricos de Nueva York ha declarado la mayoría del área de 125 edificios un distrito histórico, dividido entre el Distrito Histórico NoHo y el Distrito Histórico NoHo Este, creado en el 2003.

## Historia
En 1748, Jacob Sperry, un médico suizo, creó el primer jardín botánico de la ciudad cerca de la actual intersección de Lafayette Street y Astor Place. En ese tiempo, estaba ubicado aproximadamente a 1 milla más allá del límite norte de la ciudad y servía como una parada de vacaciones para las personas de lo que es el actual downtown. Para 1804, John Jacob Astor compró el sitio de Sperry y lo alquiló a Joseph Delacroix.: 139 : 61  Delacroix construyó ahí un resort campestre llamado Vauxhall Gardens; en tanto el jardín botánico había sido trasladado al barrio de Tribeca.: 44 : 61 
NoHo pronto se convirtió en un enclave de familias bien.
Debido al rápido ritmo de construcción en las calles Bond, Bleecker, y Great Jones, ya no era rentable construir casas en esas vías. Estas se encontraron entre las más exclusivas calles de la ciudad en esa época y ahí vivían personalidades como el aristocrático alcalde Philip Hone. Luego, en 1826, después que el alquiler de Delacroix expirara, Astor construyó un vecindario de clase alta en el sitio con Lafayette Street separando los jardines al este de las casas al oeste. La calle fue bautizada en honor del Marqués de Lafayette en julio de 1825.

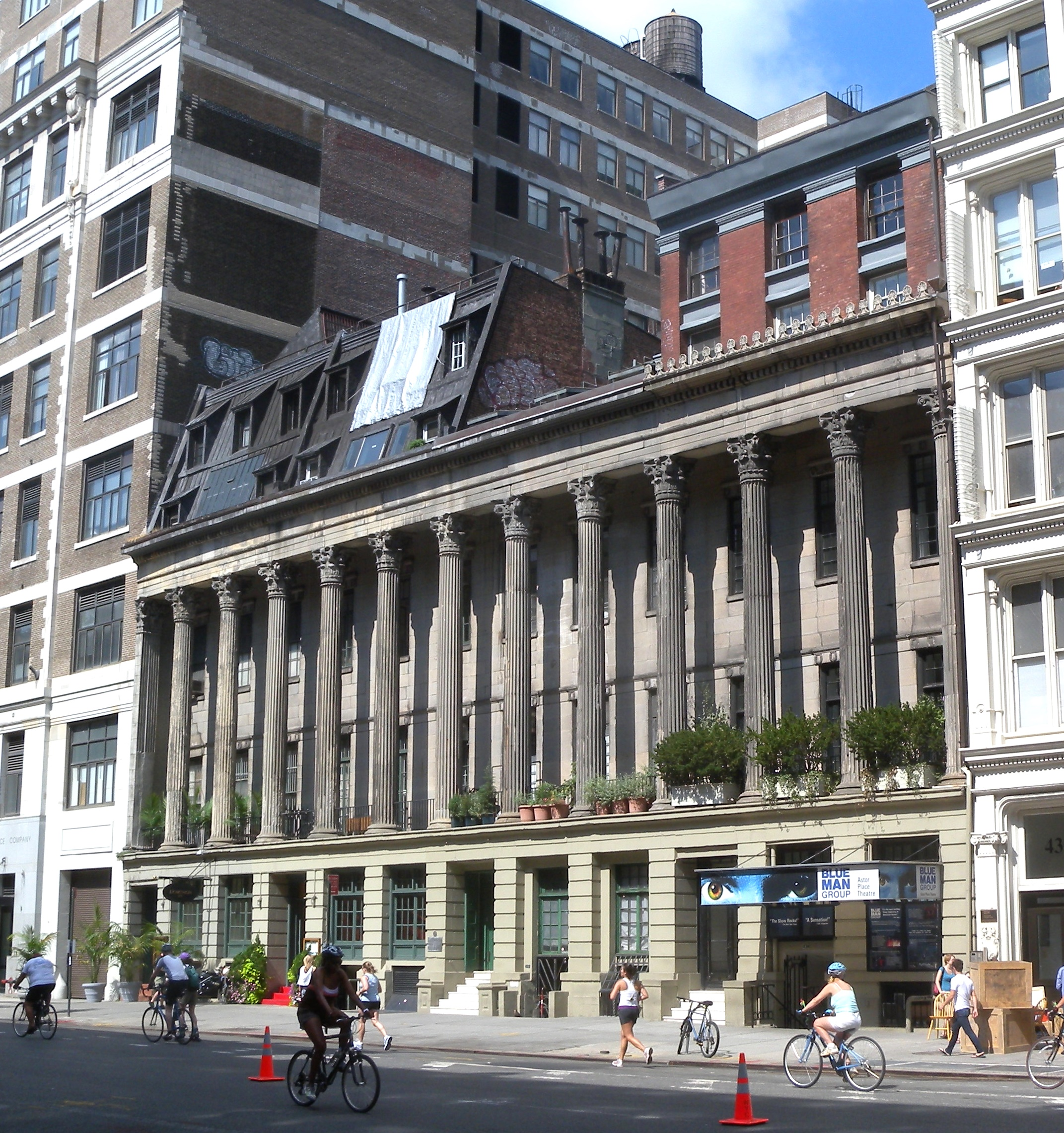
Colonnade Row

Los neoyorquinos adinerados, incluyendo a Astor y otros miembros de la familia, construyeron mansiones a lo largo de esta vía central. Astor construyó la Biblioteca Astor en la parte oriental del vecindario como una donación a la ciudad. Alexander Jackson Davis diseñó la llamativa casa adosada llamada LaGrange Terrace (hoy Colonnade Row) para el constructor especulativo Seth Geer. Geer construyó las casas en 1833. El área se convirtió en un distrito residencial, de moda, de clase alta y cuando Lafayette Street se abrió en los años 1820, se convirtió rápidamente en una de las calles más de moda en Nueva York. Esta ubicación hizo que los jardines sean accesibles a los residentes de las cercanas Broadway y Bowery. Las casas alguna vez alojaron tan notables residentes como la familia Astor y la familia Vanderbilt, además de los autores Washington Irving, Charles Dickens, y William Makepeace Thackeray; el Presidente de los Estados Unidos John Tyler se casó en estas casas.
En el verano de 1838, el dueño de los jardines abrió un saloon para la presentación de óperas cómicas de vodevil. Luego, los administradores de teatros expandieron la oferta para atraer un mayor rango de clientes.: 61–62  Para 1850, las muchedumbres más ruidosas del Bowery habían ahuyentado a las clases altas y pocas personas llegaban al Vauxhall Gardens.: 139 : 82  Los edificios de teatro fueron demolidos en 1855,: 62  y los jardines cerraron por última vez en 1859.: 84 
Incluso así, neoyorquinos adinerados vivieron aquí hasta el fin del siglo XIX. El editor y poeta William Cullen Bryant y el inventor y empresario Isaac Singer vivieron en el vecindario en los años 1880.: 121–122  Para el siglo XX, sin embargo, almacenes y empresas de manufactura se mudaron al barrio y la élite se fue a lugares como Murray Hill con lo que el área empezó a caer en mal estado. El vecindario se convirtió principalmente en un distrito indutrial alrededor de los años 1880, especialmente alrededor de la relativamente ancha Bond Street. Edificios de Terra cotta y ladrillo fueron los nuevos edificios que se empezaron a construir en esta época y hasta los años 1890 de estilo neogriego en homenaje a las mansiones que antiguamente ocupaban el área. La demolición de los edificios de clase alta continuó y, para 1902, las cinco manciones más al sur del Colonnade Row fueron demolidas para construir el anexo de la tienda por departamentos Wanamaker's. La mayoría de las mansiones en Bond Street, sin embargo, duraron hasta los años 1930.

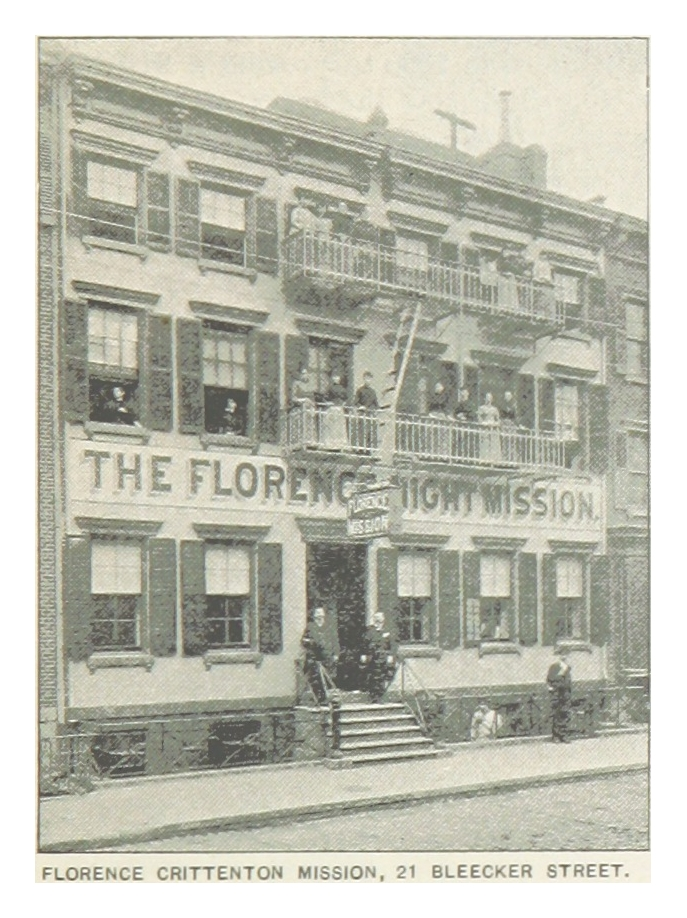
National Florence Crittenton Mission en el 21 de Bleecker Street, 1893

No todo el NoHo fue construido por y para los ricos y (hoy) famosos. Dos casas adosadas de estilo federal en la cuadra más oriental de Bleecker Street fueron alguna vez la sede de la National Florence Crittenton Mission, proveyendo  vivienda para "mujeres vergonzantes". La entrada en el 21 de Bleecker Street hoy lleva las letras "Florence Night Mission" describió el New York Times en 1883 como "una fila de casas del más bajo carácter". El National Florence Crittenton Mission fue una organización establecida en 1883 por el filántropo Charles N. Crittenton. Intentó reformar prostitutas y mujeres solteras embarazadas a través de la creación de establecimientos donde podían vivir y aprender diversas habilidades.
Esa misma cuadra de Bleecker Street, entre Lafayette y el Bowery en NoHo, es también la sede del "Margaret Sanger Health Center", la sede principal de Planned Parenthood, y del Centro Católico Sheen. En Bleecker Street estuvo la Clínica de Control Natal original de Sanger, que operó en otro edificio entre 1930 y 1973. Bleecker Street muestra hoy la Margaret Sanger Square, en su intersección con Mott Street.
Luego de la Segunda Guerra Mundial, compañías de manufactura se mudaron fuera de Nueva York y a los suburbios. Para los años 1950, estos espacios fueron rentados a artistas y pequeñas compañías teatrales. Los artistas tuvieron que pasar por largos litigios para vivir y trabajar en estos espacios. Para 1960, había más artistas residentes que negocios en estos espacios. Entre los artistas famosos que residieron en esta zona estuvieron Robert Mapplethorpe, que compró un loft en el NoHo; Chuck Close, que fue su vecino; y los artistas callejeros Jean-Michel Basquiat y Andy Warhol. El vecindario empezó a revitalizarse a fines de los años 1960 y 1970s. A medida que los artistas empezaron a rentar lofts en el barrio en los años 1970 y 1980s, el nombre NoHo empezó a usarse para distinguir esta zona del cercano SoHo. Previamente, el área que hoy engloba al NoHo, el SoHo, y la parte oriental de Tribeca era conocida como Distrito de Almacenes. El movimiento artístico de los setenta y los movimientos de preservación de los años 1990 y 2000s también ayudaron a revitalizar el área.

## Preservación

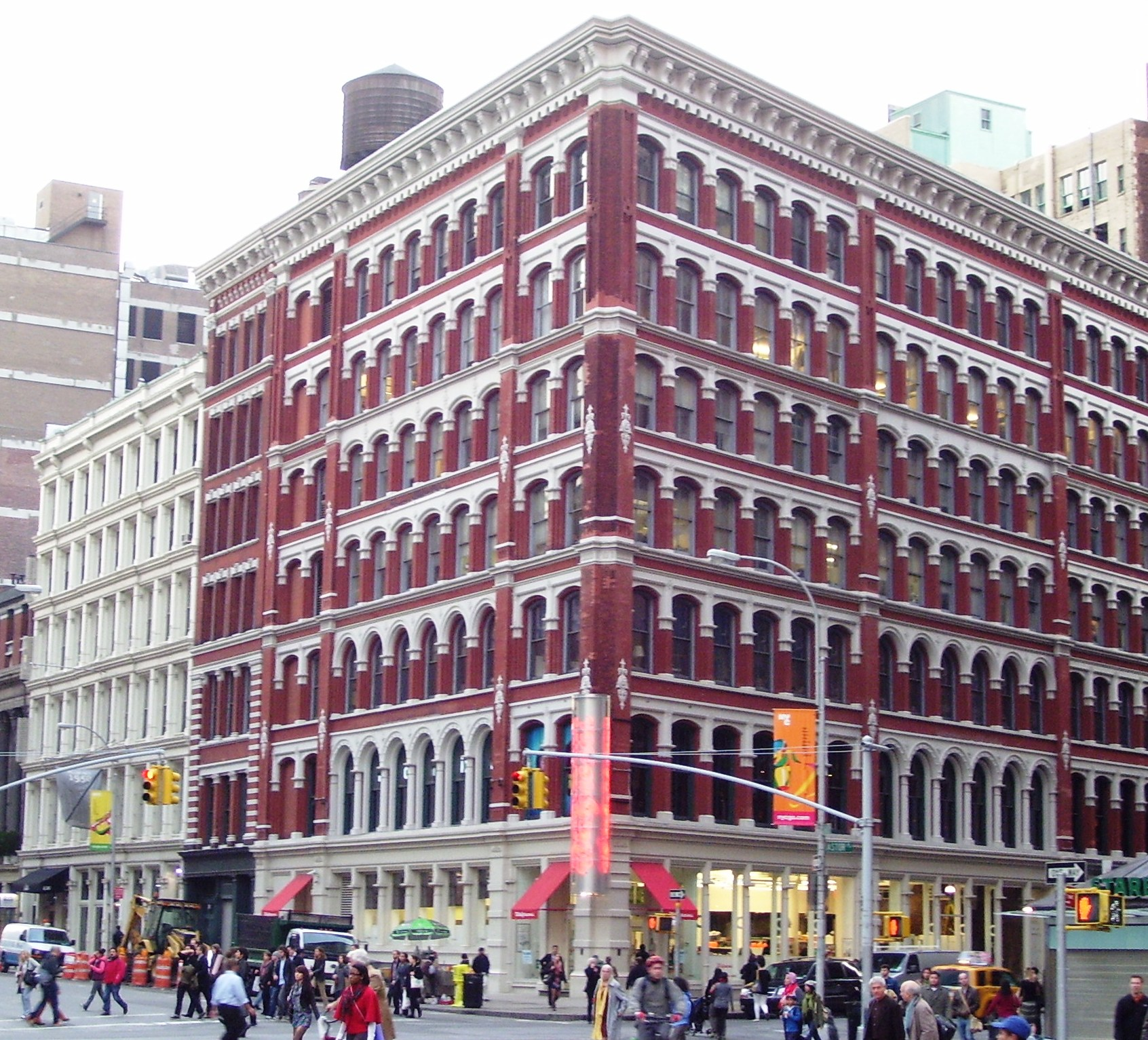
El edificio Astor Place enel 444 de Lafayette Street fue construido en 1876

El área fue declarada un distrito histórico de la ciudad por la Comisión para la Preservación de Monumentos Históricos de Nueva York en 1999. De su reporte de designación:

El Distrito Histórico NoHo, que comprende aproximadamente 125 edificios, representa el periodo de la historia comercial de Nueva York desde inicios de los años 1850 hasta los años 1910, cuando esta sección prosperó como uno de sus mayores centros de venta de bienes secos. Aclamados arquitectos fueron contratados para designar edificios en estilos arquitectónicos populares, proveyendo una rica estructura en la que los compradores paseaban, miraban y compraban bienes y los comerciantes vendían productos. El distrito también contiene casas centenarias de inicio del siglo XIX y edificios institucionales del siglo XIX y del XX, edificios de oficinas del cambio de siglo así como modestas estructuras comerciales del siglo XX, todas las cuales testifican en cada fase sucesiva el desarrollo del distrito histórico. Hoy, el efecto de un poderosa y unificante paisaje urbano de fachadas de mármol, hierro forjado, piedra caliza, ladrillo y terracota.

El Distrito Histórico del NoHo fue expandido en el 2008. Adicionalmente, otro distrito en el vecindario, el Distrito Histórico NoHo Este fue creado en el 2003. Las declaraciones se dieron como resultado de un gran esfuerzo y un fuerte apoyo de varios grupos de la comunidad local y de preservación incluyendo el Greenwich Village Society for Historic Preservation y el Historic Districts Council que, juntos, conformaron una zona contína de edificios monumentales en 21 cuadras. La extensión del 2008 está limitada por las calles Lafayette al oeste , Bowery al este, la Calle 4 Este al norte y Bond Street al sur. Incluye 56 edificios y un lote de estacionamiento al sur y al este del existente Distrito Histórico del Noho. No incluye el edificio en el 30 de Great Jones Street, un edificio histórico que fue parcialmente demolido el 2008.
La mayoría de los edificios en el área fueron construidos entre los años 1860 e inicios de los 1900s, cuando el área se convirtió en uno de los distritos principales en materia comercial y de manufactura de la ciudad. Para fines del siglo XIX, grandes lofts comerciales en estilo neogriego se volvieron el tipo de edificio dominante en la zona.

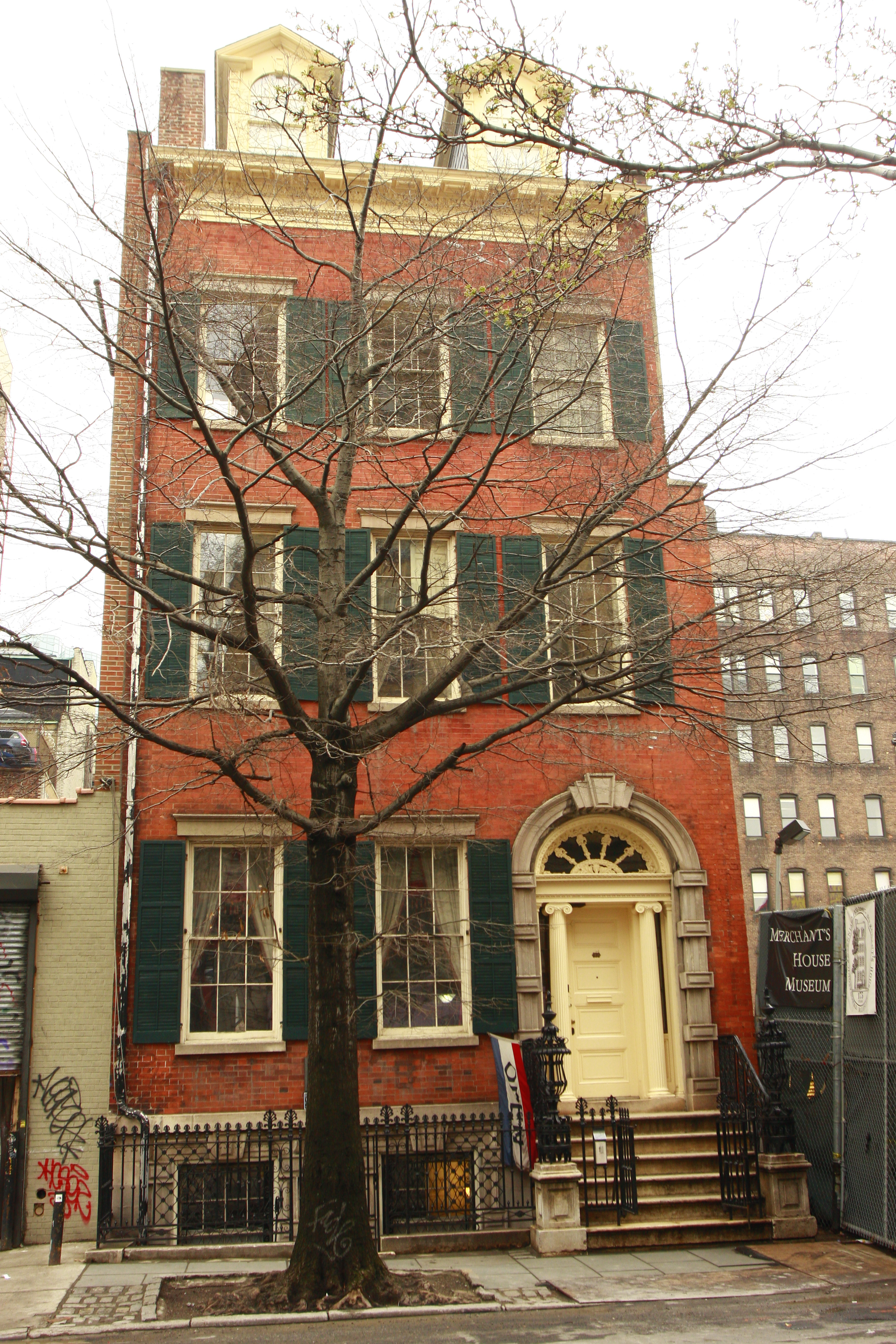
Merchant's House Museum

La Merchant's House Museum, en el 29 de la calle 4 Este es un edificio histórico ubicado justo en el límite oriental del distrito histórico. Es también un monumento histórico nacional y está listado en el Registro Nacional de Lugares Históricos. Tanto su interior como el exterior de este edificio residencial de 1832 han sido restaurados a un estilo de mediados del siglo XIX en el que vivieron el comerciante Seabury Tredwell y su familia. A pesar de la fragilidad de la estructura, en abril del 2014, la Comisión para la Preservación de Monumentos Históricos de Nueva York aprobaron la construcción de un hotel de ocho pisos a su lado. Preservacionistas, incluyendo a la consejera Rosie Méndez, la Greenwich Village Society for Historic Preservation, el Historic Districts Council y el museo mismo lucharon contra la prpuesta por años debido a preocupaciones sobre la integridad del edificio Merchant's House. La comisión aprobaron las solicitudes sobre las objeciones de ingenieros y arquitectos.

## Gentrificación
En los años 2000 and 2010s, NoHo y su vecino sureño, SoHo, han experimentado una rápida gentrificación. Toda vez que el NoHo está conformado por departamentos tipo loft, se convirtió en uno de los vecindarios más caros y deseables en Manhattan. Su pequeño tamaño y su ubicación céntrica contribuyen, también, a una alta demanda que mantiene los precios altos. En el 2014, un loft de un dormitorio podría alquilarse a un promedio mensual de US$4,000.

## Lugares notables

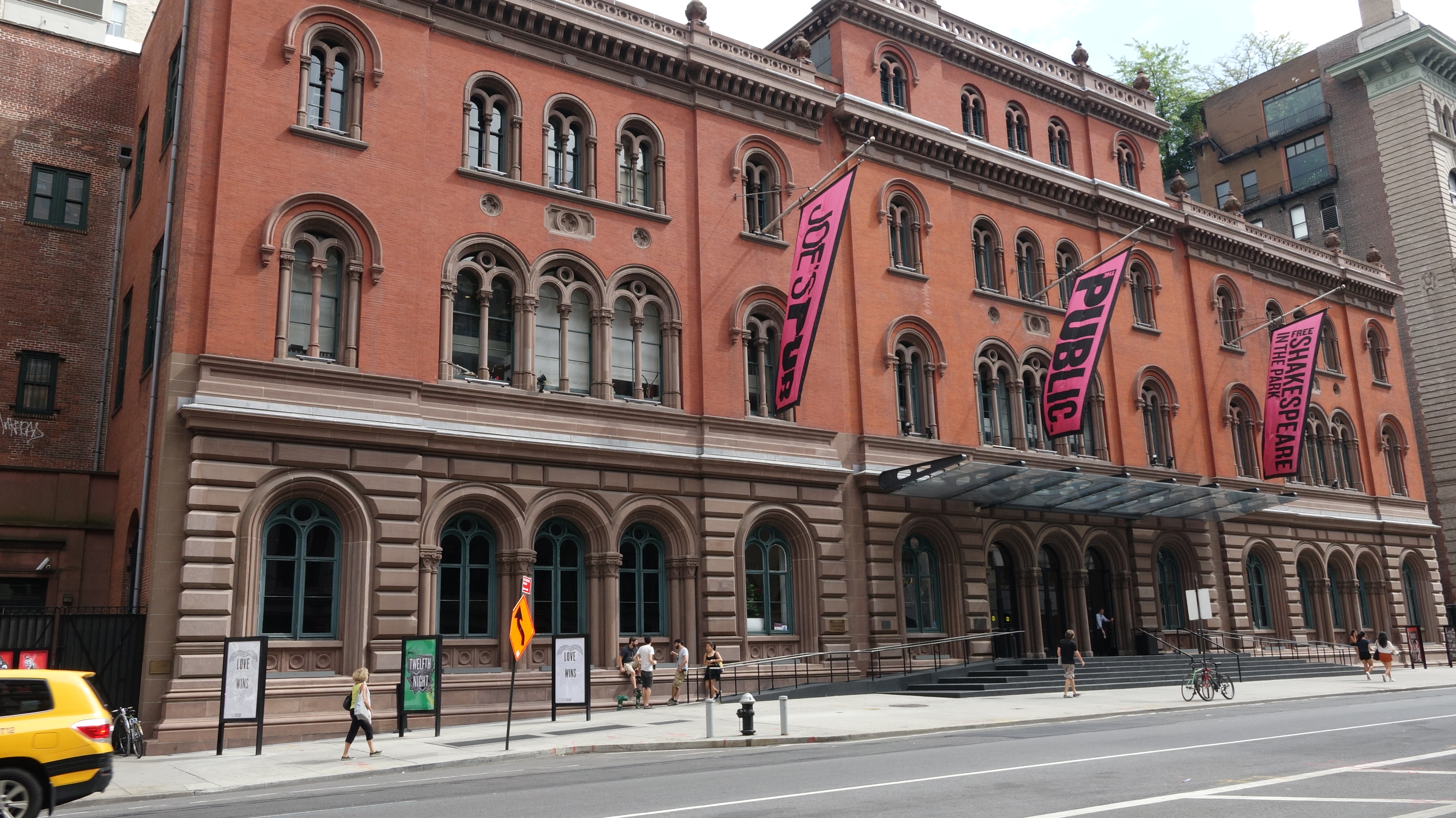
El Teatro Público

Algunos monumentos individuales en el Distrito Histórico del NoHo incluyen la biblioteca Astor, el Bouwerie Lane Theater, el Bayard-Condict Building, el De Vinne Press Building, dos estaciones del Metro de Nueva York, Astor Place y Bleecker Street, también están listados como monumentos. El único sobreviviente de la clase alta decimonónica era la mitad del original Colonnade Row, que también está declarado como monumento. El Gene Frankel Theater, inaugurado en 1949, está ubicado en el edificio declarado monumento en el 24 de Bond Street, construido en 1893.
Al frente de Colonnade Row está el The Public Theatre.
La cuadra más oriental de Bleecker Street alberta la última fila de casas adosadas de estilo federal, incluyendo dos que fueron la sede de la Florence Night Mission.

## Notable residents
- Jessica Chastain (nacida en  1977), actriz y productora[27]
- Chuck Close (1940-2021), pintor, artist y fotógrafo[28]
- Sheryl Crow (nacida en  1962), música y actriz[29]
- Peter Cunningham, fotógrafo[30]
- Gigi Hadid (nacida en  1995), modelo[31]
- Jonah Hill (nacido en  1983), actor, director, productor, guionista, y comedian.[32]
- Lauren Hutton (nacida en  1943), modelo y actriz[33]
- Zach Iscol (nacido en  1978), Veterano de los US Marine Corps, empresario, candidato en la elección para el contralos de la ciudad en el 2021.[34]
- Jared Kushner (nacido en  1981), inversionista, desarrollador de bienes raíces, editor de periódicos, antiguo consejero senior del Presidente Trump[35]
- Robert Mapplethorpe (1946–1989), fotógrafo[36]
- Miles McMillan (nacido en  1989), modelo, actor, y pintor[37]
- Cynthia Nixon (nacida en 1966), actriz y activista[38]
- Emily Ratajkowski (nacida en  1991), modelo y actriz[39]
- Robert Rauschenberg (1925–2008), pintor y artista gráfico[36]
- Keith Richards (nacido en  1943), musician, cantante , y compositor[36]
- Suze Rotolo (1943–2011), artista[40]
- Liev Schreiber (nacido en  1967), actor, director, guionista, y productor[41]
- Stéphane Sednaoui (nacido en  1963), director, fotógrafo, productor de películas, y actor[42]
- Britney Spears (nacida en  1981), cantante , compositora, bailarina, y actriz[36]
- Frank Stella (nacido en  1936), pintor, sculptor, y grabador[36]
- Kristen Stewart (nacida en  1990), actriz y cineasta[38]
- Zachary Quinto (nacido en  1977), actor y productor de películas[37]
- Cameron Winklevoss (nacido en  1981), remero olímpico, inversionista en criptomonedas, y empresario[43]

## Gallery

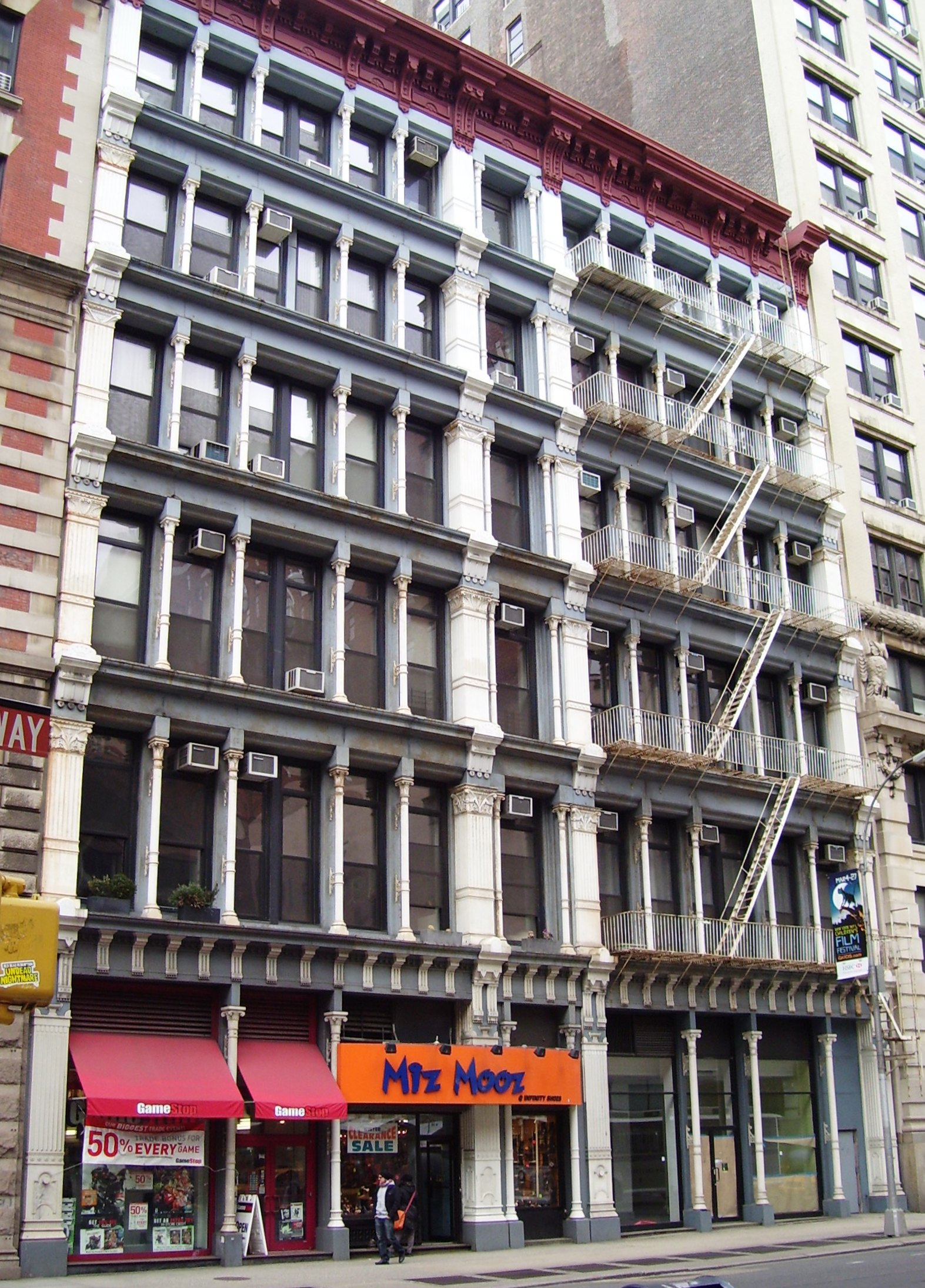
El edificio en 687–691 Broadway/250–254 de la calle Mercer fue diseñado por J. A. Wood y construido entre 1885 y 1888
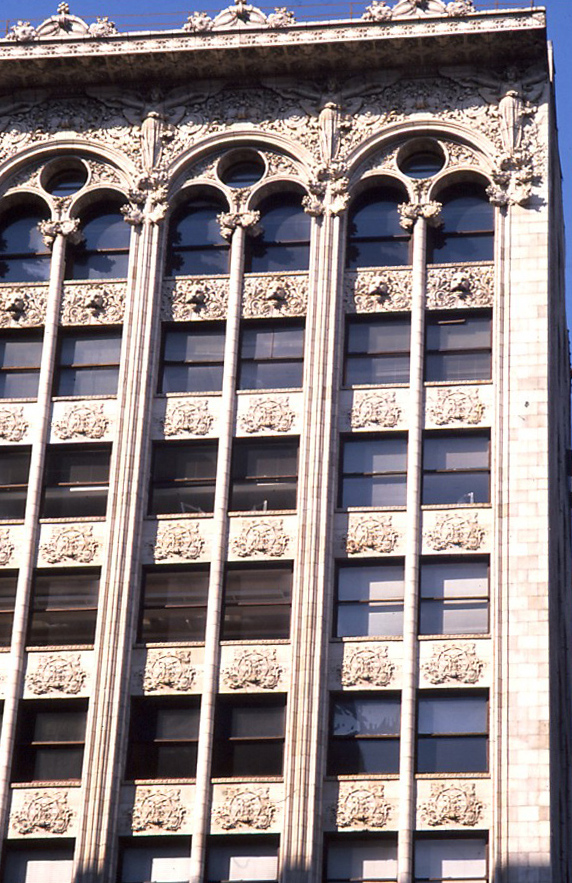
Fachada del Bayard–Condict Building de Louis Sullivan (construido entre 1897–99) en el 65 de Bleecker Street entre Broadway y Lafayette Street
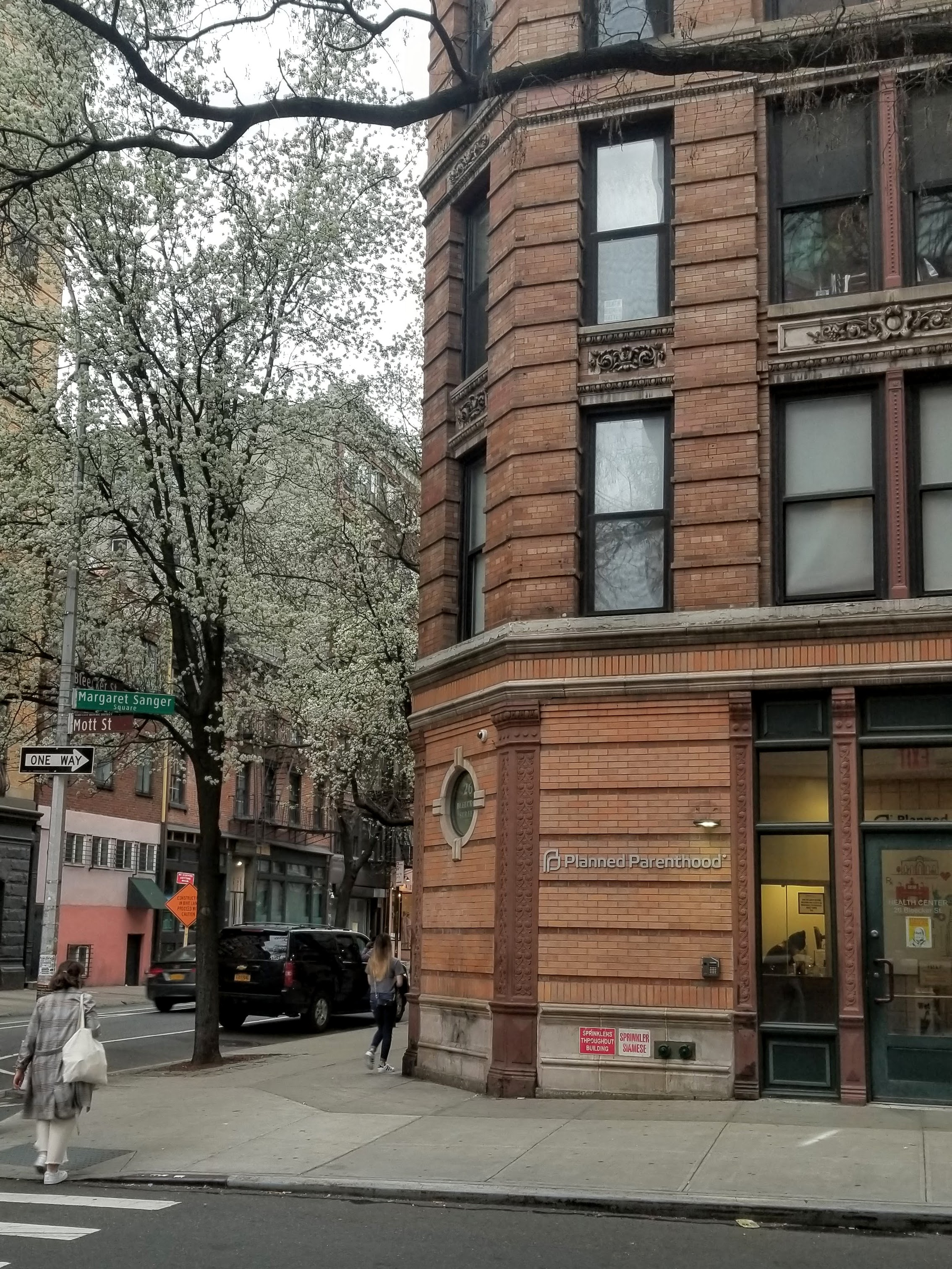
Sede principal de Planned Parenthood en Margaret Sanger Square en Bleecker Street
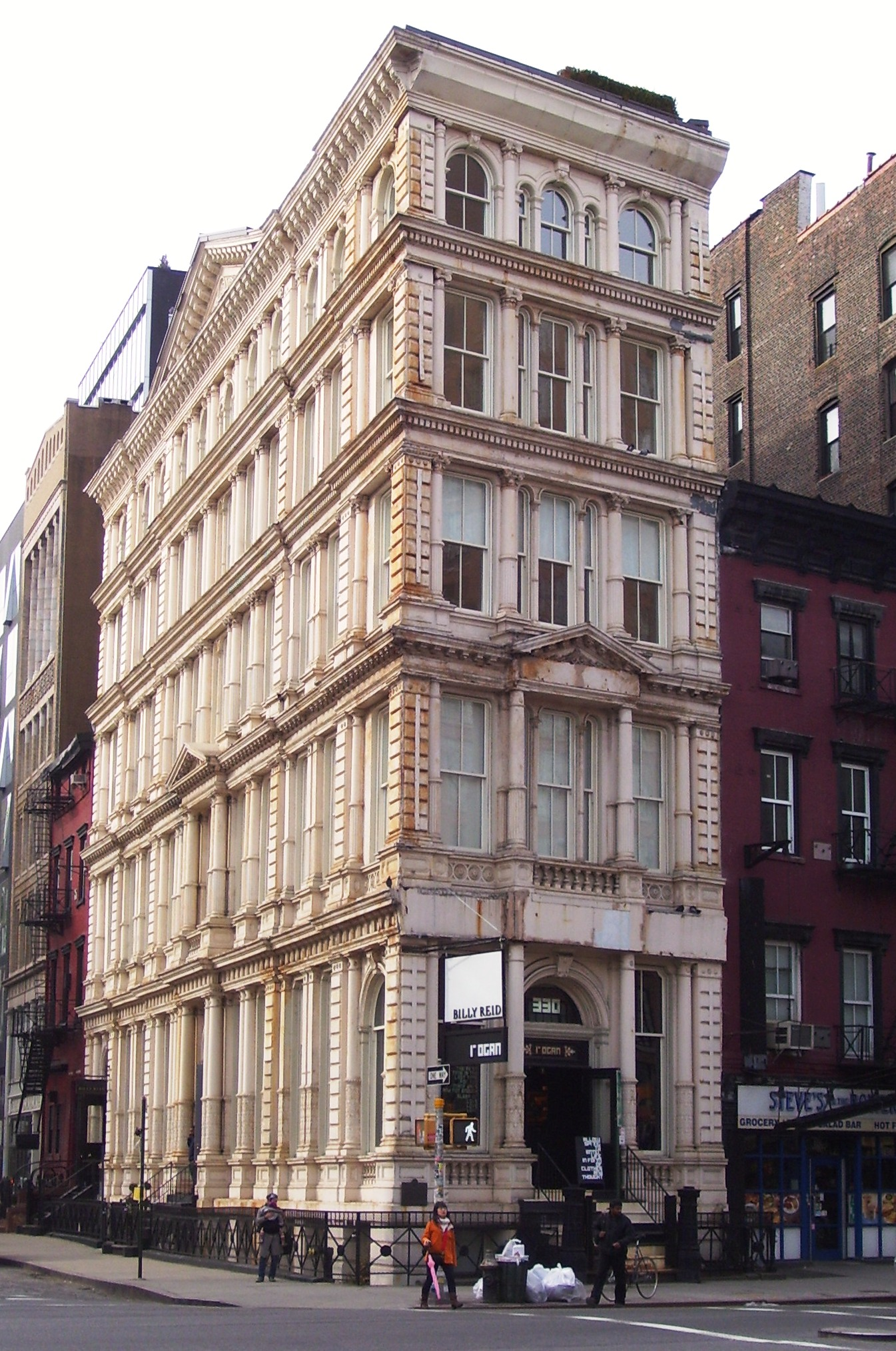
La fachada que da hacia el Bowery del Bouwerie Lane Theatre'